# Dala Airport
Dala Airport is een regionale luchthaven in het midden van Zweden. Het vliegveld ligt tegen het stadsdeel Romme van de stad Borlänge aan. 